# Teresa Zienkiewicz
Teresa Zienkiewicz (ur. 2 lutego 1943 w Toruniu, zm. 4 października 2016 w Łobzie) – polska nauczycielka, absolwentka Uniwersytetu Mikołaja Kopernika w Toruniu, działaczka samorządowa i społeczna na polu kultury, oświaty oraz spraw socjalnych seniorów i osób potrzebujących pomocy odznaczona pośmiertnie Złotym Krzyżem Zasługi przez prezydenta RP Andrzeja Dudę.

## Działalność zawodowa i społeczna
Działalność zawodowa i społeczna:
- W latach 1958–66 tańczyła w Zespole Tańca Ludowego im. Oskara Kolberga w Toruniu
- W 1966 ukończyła studia na Uniwersytecie Mikołaja Kopernika w Toruniu
- W latach 1966–97 nauczycielka Zespołu Szkół im. Tadeusza Kościuszki w Łobzie
- W latach 1970–91 prowadziła Zespół Tańca Ludowego w Łobzie
- Działaczka Towarzystwa Przyjaciół Dzieci (przez 30 lat) – organizatorka bali charytatywnych i autorka programów terapeutycznych: "Mój radosny, zdrowy dom" i "Kochaj mnie", które uzyskały dotacje z Ministerstwa Gospodarki, Pracy i Polityki Społecznej.
- Do 1990 pracownik Terenowej Stacji Sanitarno–Epidemiologicznej
- Radna Rady Miejskiej w Łobzie w latach 1988–94 i 2002–06
- Przewodnicząca Oddziału Polskiego Związku Emerytów, Rencistów i Inwalidów – organizatorka „Wigilii dla Samotnych”
- Szefowa Chóru Uśmiech[5]
- Szefowa grupy mażoretek przy Młodzieżowej Orkiestrze Dętej
- Członek Łobeskiego Forum Organizacji Pozarządowych[6]
- Członek Powiatowej Społecznej Rady ds. Osób Niepełnosprawnych
- Członek Powiatowej Społecznej Rady Kultury
- Członek Rady Seniorów Powiatu Łobeskiego
- Smok Powiatu Łobeskiego (Działacz Społeczny[7] i Chór „Uśmiech”)
- Odznaczona Brązowym i Złotym (pośmiertnie) Krzyżem Zasługi.